# Monumentencommissie
In Nederland is een Monumentencommissie een commissie van advies en bijstand voor burgemeester en wethouders. Elke gemeente met één of meer rijksmonumenten moet volgens de Monumentenwet 1988 over een Monumentencommissie beschikken.
Een Monumentencommissie bestaat uit onafhankelijke externe (monumenten)deskundigen. De secretaris is vaak wel een ambtenaar, maar dan geen lid van de commissie of wel lid, maar zonder stemrecht. De wettelijke taak van de Monumentencommissie is het adviseren over aanvragen van een monumentenvergunning. Indien een gemeente over een eigen monumentenbureau beschikt of over één of meer monumentenambtenaren dan wordt daarnaast over een vergunningaanvraag vaak ook een ambtelijk advies gegeven. In een aantal gevallen kan ook de Rijksdienst voor het Cultureel Erfgoed namens de Minister van Onderwijs, Cultuur en Wetenschap over een vergunningaanvraag adviseren.
Vaak is de taak van een Monumentencommissie echter breder. Dan adviseert zij de gemeente ook over het gemeentelijke monumentenbeleid of over de selectie en aanwijzing van gemeentelijke monumenten. Vergaderingen van de Monumentencommissie zijn doorgaans openbaar en worden door de gemeente aangekondigd. Indien dat nodig is vanwege de privacy, de bescherming van bedrijfsgeheimen, de staatsveiligheid of wanneer het gaat om nog niet openbaar gemaakte beleidsontwikkeling kan de commissie ook achter gesloten deuren vergaderen.
Vaak wordt een Monumentencommissie gecombineerd met de Welstandscommissie. Sommige gemeenten hebben geen eigen Monumentencommissie maar maken daarvoor in de plaats gebruik van een gezamenlijke regeling.

## Geschiedenis
De voorlopers van de Monumentencommissies zijn de Rijkscommissie voor de Monumentenzorg en later de Monumentenraad. De Monumentenraad is opgeheven toen de Raad voor Cultuur werd ingesteld. Die raad houdt zich, wat het monumentenbeleid betreft, alleen met de grote lijnen van het rijksbeleid bezig. Sinds in 1988 een nieuwe Monumentenwet werd afgekondigd, waarbij de beslissingsbevoegdheid over monumentenvergunningen bij de gemeenten kwam te liggen, moet elke gemeente over een Monumentencommissie beschikken. Sommige gemeenten hadden voor die tijd al een Monumentencommissie, maar de meeste commissies zijn na 1988 ingesteld.

## Controle op de kwaliteit
De kwaliteit van Monumentencommissies is sinds 1988 onderwerp van debat. De wetswijziging betekende immers dat er in korte tijd vele honderden externe deskundigen beschikbaar moesten zijn om Monumentencommissies te bevolken. De Inspectie Overheidsinformatie en Erfgoed houdt de kwaliteit van de gemeentelijke monumentenzorg nauwlettend in de gaten en heeft over het functioneren van de Monumentencommissies in 2008 een kritisch rapport geschreven.
Een goede Monumentencommissie heeft een evenwichtige samenstelling. Kunst-, architectuur- en bouwhistorici en (restauratie)architecten zijn in (ongeveer) gelijke mate aanwezig. Eén of meer van de leden moet kenner van de lokale situatie zijn.